# 利萨-德巴利
利萨-德巴利，是西班牙加泰罗尼亚巴塞罗那省的一个市镇。总面积10.8平方公里，总人口6426人（2013年），人口密度595人/平方公里。